# Karla i Katrina
Karla i Katrina (duń. Karla og Katrine) – duński film przygodowy z 2009 roku w reżyserii Charlotte Sachs Bostrup. Film w Polsce emitowany był za pośrednictwem kanału ZigZap.

## Opis fabuły
Karla (Elena Arndt-Jensen) razem z przyrodnim bratem, matką i jej przyjacielem całe wakacje spędzi w domku w lesie. Zaprasza też tam swoją koleżankę Katrinę (Nanna Koppel) z nadzieją, że zostaną najlepszymi przyjaciółkami. Karla szybko zapomina o Karinie, gdy poznaje i zakochuje się w Jonasie. Los jednak chciał, aby przeżyć będą musiały sobie pomagać i zaufać.

## Obsada
- Elena Arndt-Jensen jako Karla
- Nanna Koppel jako Katrine
- Joshua Berman jako Jonas
- Nikolaj Støvring Hansen jako Mads Morten
- Ellen Hillingsø jako Rikke
- Nicolaj Kopernikus jako Leif
- Therese Glahn jako Dolly
- Allan Olsen jako Frank
- Jakob Fals Nygaard jako Tommy
- Susanne Juhász jako Gerda